# Patrick Ricard (football américain)
Pour les articles homonymes, voir Ricard (homonymie).
(en) Statistiques sur pro-football-reference
Patrick Ricard, né le 27 mai 1994 à Spencer dans la Massachusetts, est un sportif professionnel américain de football américain jouant au poste de fullback dans la National Football League (NFL) depuis la saison 2017 pour la franchise des Ravens de Baltimore.
Au niveau universitaire, il a joué pendant quatre saisons (2013-2016) pour les Black Bears du Maine  dans la Colonial Athletic Association de la NCAA Division FCS.